# Fausse Tortue
La Fausse Tortue ou Simili Tortue (en version originale : Mock Turtle) est un personnage de fiction qui apparaît pour la première fois lors d'un thé dans Les Aventures d'Alice au pays des merveilles de Lewis Carroll (1865). Ce personnage doit son nom à un plat de l'époque victorienne, la soupe à la fausse tortue, une soupe anglaise créée au milieu du XVIIIe siècle comme copie bon marché de la soupe de tortue verte.

## Apparence
La Fausse Tortue n'est pas décrite dans le texte de Carroll, mais il est fait mention de ses grands yeux et de ses nageoires. L'auteur, dans son manuscrit illustré par ses soins, la représente comme une sorte de loutre dans une carapace articulée, mais dès l'édition de 1865 illustrée par John Tenniel elle est représentée avec une carapace de tortue dont sort la tête d'un veau, l'ingrédient principal de la soupe à la fausse tortue, ainsi que ses pattes arrière et sa queue.

## Traduction et texte original
Henri Parisot a rendu un simple jeu de mots en langue étrangère par une contrepèterie en français dans sa traduction d'Alice au pays des merveilles de Lewis Carroll, roman initialement paru en 1865. Dans le célèbre passage où la Fausse Tortue énumère à Alice toutes les matières étranges qu'on lui enseignait à l'école dans la mer, il est entre autres mentionné Fainting in Coils, littéralement « s'évanouir en rouleaux », « s'évanouir en s'enroulant sur soi-même », jeu de mots sur Painting in Oils, « la peinture à l'huile ». Henri Parisot rend le calembour par une contrepèterie, Feindre à la Presque (pour Peindre à la Fresque), qui va donc un peu plus loin que l'original, tout en s'écartant du sens originel.
Dans le texte original, la rencontre entre Alice et la Fausse Tortue donne aussi lieu à un jeu de mots sur school, qui en anglais fait référence à l'école (school) et aux bancs de poissons (a school of fish).

## Hommage
(8889) Similitortue, désignation internationale (8889) Mockturtle, est un astéroïde de la ceinture principale nommé en l'honneur du personnage.